# 口琴
口琴（英語：Harmonica），用嘴吹氣或吸氣，使金屬簧片振動發聲的多簧片樂器；在樂器分類上屬於自由簧的吹奏樂器。由於發聲源是長度介於1.5－3.5公分的簧片而非空氣柱（如長笛），獨奏用口琴體積多在20×6×4厘米（長；寬；高）內，其音域依種類、調性不同而略有差異，大致可歸納成由中央C下1個八度至中央C上3個八度，涵蓋約3至4個八度。
多簧片的結構，使口琴具有演奏和聲的基礎。對一般成年人而言，只要排列方向相同（同為吹氣發聲或吸氣發聲）且琴格間距在6公分以內的簧片均能同時發聲；由於演奏中途無法調整同一把口琴上簧片的相對位置，單一把口琴演奏合聲的能力是受限制的。一般而言，由樂器公司量產的口琴僅在八度和聲方面較不受限制。

## 歷史
其起源眾說纷纭，據傳笙於18世紀傳入歐洲，為樂器設計者提供了自由簧吹奏樂器的理論基礎。已知最早為1821年柏林的腓得烈·布希曼（Friedrich Buschmann）製作了現今口琴的原型。

## 結構
口琴的基本結構為簧片、座板、琴格及蓋板。
簧片固定在座板上，一般口琴廠生產的口琴均採用鉚釘或點焊的方式來固定簧片；為求維修方便，有些人會對座板加工，改造成以螺絲來固定簧片。
半音音階口琴在結構上除了簧片、座板、琴格及蓋板外，還有吹嘴、彈簧及按鍵滑條。其座板上黏有塑製膠片，可有效減少演奏時非發聲簧片間隙的空氣流通，增加氣密度。
常見的十孔口琴是不黏貼膠片的，但為滿足單簧片壓音的演奏技巧所需，也有只在同一氣室（琴格位置）的高音簧片上黏貼膠片的設計。這種在十孔口琴上黏貼膠片的設計稱為半膠片系統（Half-valving）， 由紐西蘭的口琴演奏者暨改造者布蘭登·包華（Brendan Power（页面存档备份，存于））提出。

## 種類

### 獨奏類口琴

#### 全音階口琴
在一把口琴上，其簧片的音高組成為全音階（Diatonic scale（页面存档备份，存于））者稱為全音階口琴（Diatonic harmonica）。一般由口琴廠生產的十孔口琴及複音口琴在分類上均屬於全音階口琴，它們在中音域部分，簧片組成為完整的全音階；但由於結構上的限制及演奏時的和聲考量，高音域及低音域可能會增減若干簧片。
一般由口琴廠生產的全音階口琴都有不同的調性（如：12大調、12小調及自然小調）可供選擇，以滿足演奏者的需求。
在歐美國家，全音階口琴（Diatonic harmonica）指的多為十孔口琴（10-holes）

#### 十孔口琴（10-holes）（藍調口琴、民謠口琴）
主要用於藍調、流行樂、民謠和西洋民俗音樂之中，是擁有最多歐美使用者的琴種，歸類為首調樂器；其為應用合聲和為和絃吹奏而在天生結構上常設計為不完整的音階排列，但仍可用音升與音降等技巧奏出原結構上缺少的音；故可說是音色變化最具特色的琴種，流行專輯中常聽見的多為此種口琴。十孔口琴除了一般的發聲方法外，常使用到如压音（bend）與超吹（overbend,overblow/overdraw）等技巧亦為其迷人特色。

#### 複音口琴（Tremolo）

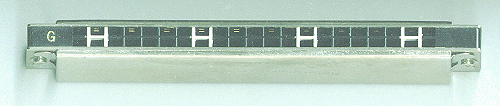
複音口琴

复音琴孔分为上下两排，一般吹奏时，同一孔中上下两个簧片同时发声。由于两个簧片振动频率有细微差别，同时振动会产生物理上叫做“拍”的现象，表现为声音强弱的周期性变化，也就是所谓的“震音”。国外被称为“Tremolo”。复音口琴的优点是结构简单而固定，也不需要复杂的技巧，且复音口琴种类、调性齐全，音色清脆嘹亮，音量大，具有很强的穿透力，适合一些民族等风格。亦可說是技巧使用最為豐富華麗的琴種；多被歸類為首調樂器，做半音升降與調性轉換時往往會以第二、三把口琴同時／交替拿取使用。

#### 半音階口琴（Chromatic Harmonica/Chromonica）

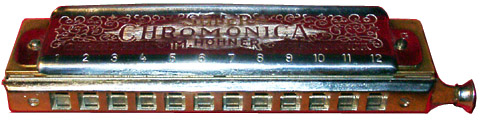
半音階口琴

口琴裡面最新興而現代的琴種；加上了機械性按鍵滑條結構，按下會擋換口琴中的風道，可直接升降音而有更完整的音階能力，故常見大量使用於爵士樂風，甚至有不少十孔樂手會因時使用半音階口琴；多被當作固定調樂器使用，亦被美國音樂學會承認為正式樂器，突破大眾心中常誤口琴為玩具樂器的觀念。

### 合奏用口琴

#### 低音口琴（Bass）
口琴重奏中擔任最低音聲部的角色，也是口琴中重量與音色最為厚重紮實的琴種。一般全部为吹音，无吸音。

#### 和弦口琴（Chord）
和弦口琴最基本的功能是發出和聲，可在口琴重奏中使用。其簧片配置以和弦組成音為單位，每一組和聲由4至8片簧片組成。一般由口琴廠生產的和弦口琴可發出的基本和聲為大三和弦、小三和弦及屬七和弦，依其型號不同，可能增加增三和弦及減三和弦。
由於結構上的限制，和弦口琴無法如吉它或鋼琴般自由地進行和弦轉位。
其他合奏口琴：如銅角口琴（Horn）、中音口琴（Bariton）、重音口琴（Octave）等；能使口琴合奏有更豐富的音色與效果。

## 相關作品
- 馬爾康·亞諾：Concerto for Harmonica and Orchestra，Op. 46 (1954)
- 阿瑟·班傑明：Harmonica Concerto (1953)
- 亨利·考埃爾：Concerto for Harmonica and Orchestra (1962)
- 西格蒙·葛洛文（Sigmund Groven）：Legends, for Harmonica and Strings (2003)
- 霍華德·李維（Howard Levy）：Concerto for Diatonic Harmonica and Orchestra
- 大流士·米堯：Suite anglaise for harmonica (or violin) and orchestra, Op. 234 (1942)
- 詹姆士·穆迪（James Moody）：Toledo, Spanish Fantasy for Harmonica and Orchestra (1960, for Tommy Reilly)
- 麥可·史畢華可夫斯基（Michael Spivakovsky）：Concerto (1951)
- 佛漢·威廉斯：Romance in D-flat for harmonica, piano, and strings (1951)
- 海托爾·維拉-羅伯斯：Concerto for Harmonica and Orchestra (1955)

## 口琴活動
- 世界口琴節
- 亞太口琴節